# Lungometraggi Disney
Dal 1937, la Walt Disney Pictures realizza, indipendentemente o con collaborazioni, film e lungometraggi d'animazione. Lo studio principale dedicato alla produzione di film d'animazione è l'attuale Walt Disney Animation Studios, ma altre produzioni parallele si sono affiancate a questo filone principale, realizzate da sezioni interne della Disney e filiali estere, o in co-produzione con studio indipendenti. In questa lista non sono inclusi i documentari di Disneynature o La natura e le sue meraviglie.

## Classici Disney
Questa è la lista dei lungometraggi d'animazione prodotti da Walt Disney Animation Studios e distribuiti nelle sale cinematografiche.
| n.              | Titolo italiano                                          | Titolo originale                       | Anno |
| --------------- | -------------------------------------------------------- | -------------------------------------- | ---- |
| 1               | Biancaneve e i sette nani                                | Snow White and the Seven Dwarfs        | 1937 |
| 2               | Pinocchio                                                | Pinocchio                              | 1940 |
| 3               | Fantasia                                                 | Fantasia                               | 1940 |
| 4               | Dumbo - L'elefante volante                               | Dumbo                                  | 1941 |
| 5               | Bambi                                                    | Bambi                                  | 1942 |
| 6               | Saludos Amigos                                           | Saludos Amigos                         | 1942 |
| 7               | I tre caballeros                                         | The Three Caballeros                   | 1944 |
| 8               | Musica maestro                                           | Make Mine Music                        | 1946 |
| 9               | Bongo e i tre avventurieri                               | Fun and Fancy Free                     | 1947 |
| 10              | Lo scrigno delle sette perle                             | Melody Time                            | 1948 |
| 11              | Le avventure di Ichabod e Mr. Toad                       | The Adventures of Ichabod and Mr. Toad | 1949 |
| 12              | Cenerentola                                              | Cinderella                             | 1950 |
| 13              | Alice nel Paese delle Meraviglie                         | Alice in Wonderland                    | 1951 |
| 14              | Le avventure di Peter Pan                                | Peter Pan                              | 1953 |
| 15              | Lilli e il vagabondo                                     | Lady and the Tramp                     | 1955 |
| 16              | La bella addormentata                                    | Sleeping Beauty                        | 1959 |
| 17              | La carica dei cento e uno                                | One Hundred and One Dalmatians         | 1961 |
| 18              | La spada nella roccia                                    | The Sword in the Stone                 | 1963 |
| 19              | Il libro della giungla                                   | The Jungle Book                        | 1967 |
| 20              | Gli Aristogatti                                          | The Aristocats                         | 1970 |
| 21              | Robin Hood                                               | Robin Hood                             | 1973 |
| 22              | Le avventure di Winnie the Pooh                          | The Many Adventures of Winnie the Pooh | 1977 |
| 23              | Le avventure di Bianca e Bernie                          | The Rescuers                           | 1977 |
| 24              | Red e Toby nemiciamici                                   | The Fox and the Hound                  | 1981 |
| 25              | Taron e la pentola magica                                | The Black Cauldron                     | 1985 |
| 26              | Basil l'investigatopo                                    | The Great Mouse Detective              | 1986 |
| 27              | Oliver & Company                                         | Oliver & Company                       | 1988 |
| 28              | La sirenetta                                             | The Little Mermaid                     | 1989 |
| 29              | Bianca e Bernie nella terra dei canguri                  | The Rescuers Down Under                | 1990 |
| 30              | La bella e la bestia                                     | Beauty and the Beast                   | 1991 |
| 31              | Aladdin                                                  | Aladdin                                | 1992 |
| 32              | Il re leone                                              | The Lion King                          | 1994 |
| 33              | Pocahontas                                               | Pocahontas                             | 1995 |
| 34              | Il gobbo di Notre Dame                                   | The Hunchback of Notre Dame            | 1996 |
| 35              | Hercules                                                 | Hercules                               | 1997 |
| 36              | Mulan                                                    | Mulan                                  | 1998 |
| 37              | Tarzan                                                   | Tarzan                                 | 1999 |
| 38              | Fantasia 2000                                            | Fantasia 2000                          | 1999 |
| 39              | Dinosauri                                                | Dinosaur                               | 2000 |
| 40              | Le follie dell'imperatore                                | The Emperor's New Groove               | 2000 |
| 41              | Atlantis - L'impero perduto                              | Atlantis: The Lost Empire              | 2001 |
| 42              | Lilo & Stitch                                            | Lilo & Stitch                          | 2002 |
| 43              | Il pianeta del tesoro                                    | Treasure Planet                        | 2002 |
| 44              | Koda, fratello orso                                      | Brother Bear                           | 2003 |
| 45              | Mucche alla riscossa                                     | Home on the Range                      | 2004 |
| 46              | Chicken Little - Amici per le penne                      | Chicken Little                         | 2005 |
| 47              | I Robinson - Una famiglia spaziale                       | Meet the Robinsons                     | 2007 |
| 48              | Bolt - Un eroe a quattro zampe                           | Bolt                                   | 2008 |
| 49              | La principessa e il ranocchio                            | The Princess and the Frog              | 2009 |
| 50              | Rapunzel - L'intreccio della torre                       | Tangled                                | 2010 |
| 51              | Winnie the Pooh - Nuove avventure nel Bosco dei 100 Acri | Winnie the Pooh                        | 2011 |
| 52              | Ralph Spaccatutto                                        | Wreck-It Ralph                         | 2012 |
| 53              | Frozen - Il regno di ghiaccio                            | Frozen                                 | 2013 |
| 54              | Big Hero 6                                               | Big Hero 6                             | 2014 |
| 55              | Zootropolis                                              | Zootopia                               | 2016 |
| 56              | Oceania                                                  | Moana                                  | 2016 |
| 57              | Ralph spacca Internet                                    | Ralph Breaks the Internet              | 2018 |
| 58              | Frozen II - Il segreto di Arendelle                      | Frozen II                              | 2019 |
| 59              | Raya e l'ultimo drago                                    | Raya and the Last Dragon               | 2021 |
| 60              | Encanto                                                  | Encanto                                | 2021 |
| 61              | Strange World - Un mondo misterioso                      | Strange World                          | 2022 |
| 62              | Wish                                                     | Wish                                   | 2023 |
| 63              | Oceania 2                                                | Moana 2                                | 2024 |
| Prossime uscite |                                                          |                                        |      |
| 64              | Zootropolis 2                                            | Zootopia 2                             | 2025 |
| 65              | Frozen III                                               | Frozen III                             | 2027 |
| 66              | Frozen IV                                                | Frozen IV                              | TBA  |
| 67              | Encanto 2                                                | Encanto 2                              | TBA  |

## Disney • Pixar
Questa è la lista dei lungometraggi d'animazione prodotti da Pixar Animation Studios, co-prodotti da Walt Disney Pictures. Tutti questi film sono realizzati in CGI.
| n.              | Titolo italiano                                       | Titolo originale    | Anno |
| --------------- | ----------------------------------------------------- | ------------------- | ---- |
| 1               | Toy Story - Il mondo dei giocattoli                   | Toy Story           | 1995 |
| 2               | A Bug's Life - Megaminimondo                          | A Bug's Life        | 1998 |
| 3               | Toy Story 2 - Woody e Buzz alla riscossa              | Toy Story 2         | 1999 |
| 4               | Monsters & Co.                                        | Monsters, Inc.      | 2001 |
| 5               | Alla ricerca di Nemo                                  | Finding Nemo        | 2003 |
| 6               | Gli Incredibili - Una "normale" famiglia di supereroi | The Incredibles     | 2004 |
| 7               | Cars - Motori ruggenti                                | Cars                | 2006 |
| 8               | Ratatouille                                           | Ratatouille         | 2007 |
| 9               | WALL•E                                                | WALL•E              | 2008 |
| 10              | Up                                                    | Up                  | 2009 |
| 11              | Toy Story 3 - La grande fuga                          | Toy Story 3         | 2010 |
| 12              | Cars 2                                                | Cars 2              | 2011 |
| 13              | Ribelle - The Brave                                   | Brave               | 2012 |
| 14              | Monsters University                                   | Monsters University | 2013 |
| 15              | Inside Out                                            | Inside Out          | 2015 |
| 16              | Il viaggio di Arlo                                    | The Good Dinosaur   | 2015 |
| 17              | Alla ricerca di Dory                                  | Finding Dory        | 2016 |
| 18              | Cars 3                                                | Cars 3              | 2017 |
| 19              | Coco                                                  | Coco                | 2017 |
| 20              | Gli Incredibili 2                                     | The Incredibles     | 2018 |
| 21              | Toy Story 4                                           | Toy Story 4         | 2019 |
| 22              | Onward - Oltre la magia                               | Onward              | 2020 |
| 23              | Soul                                                  | Soul                | 2020 |
| 24              | Luca                                                  | Luca                | 2021 |
| 25              | Red                                                   | Turning Red         | 2022 |
| 26              | Lightyear - La vera storia di Buzz                    | Lightyear           | 2022 |
| 27              | Elemental                                             | Elemental           | 2023 |
| 28              | Inside Out 2                                          | Inside Out 2        | 2024 |
| 29              | Elio                                                  | Elio                | 2025 |
| Prossime uscite |                                                       |                     |      |
| 30              | Hoppers                                               | Hoppers             | 2026 |
| 31              | Toy Story 5                                           | Toy Story 5         | 2026 |
| 32              | Gatto                                                 | Gatto               | 2027 |
| 33              | Gli Incredibili 3                                     | The Incredibles 3   | 2028 |
| 34              | Coco 2                                                | Coco 2              | 2029 |
| 35              | Ratatouille 2                                         | Ratatouille 2       | TBA  |

## Sequel, Prequel e Midquel dei Classici Disney
| n.              | Titolo italiano                                          | Titolo originale                              | Anno |
| --------------- | -------------------------------------------------------- | --------------------------------------------- | ---- |
| 1               | I tre caballeros                                         | The Three Caballeros                          | 1944 |
| 2               | Bianca e Bernie nella terra dei canguri                  | The Rescuers Down Under                       | 1990 |
| 3               | Il ritorno di Jafar                                      | The Return of Jafar                           | 1994 |
| 4               | Aladdin e il re dei ladri                                | Aladdin and the King of Thieves               | 1996 |
| 5               | La bella e la bestia - Un magico Natale                  | Beauty and the Beast: The Enchanted Christmas | 1997 |
| 6               | Il mondo incantato di Belle                              | Belle's Magical World                         | 1998 |
| 7               | Pocahontas II - Viaggio nel nuovo mondo                  | Pocahontas II: Journey to a New World         | 1998 |
| 8               | Il re leone II - Il regno di Simba                       | The Lion King II: Simba's Pride               | 1998 |
| 9               | Fantasia 2000                                            | Fantasia 2000                                 | 1999 |
| 10              | La sirenetta II - Ritorno agli abissi                    | The Little Mermaid II: Return to the Sea      | 2000 |
| 11              | Lilli e il vagabondo II - Il cucciolo ribelle            | Lady and the Tramp II: Scamp's Adventure      | 2001 |
| 12              | Ritorno all'Isola che non c'è                            | Return to Never Land                          | 2002 |
| 13              | Il gobbo di Notre Dame II                                | The Hunchback of Notre Dame II                | 2002 |
| 14              | Cenerentola II - Quando i sogni diventano realtà         | Cinderella II: Dreams Come True               | 2002 |
| 15              | Tarzan & Jane                                            | Tarzan & Jane                                 | 2002 |
| 16              | La carica dei 101 II - Macchia, un eroe a Londra         | 101 Dalmatians II: Patch's London Adventure   | 2003 |
| 17              | Il libro della giungla 2                                 | The Jungle Book 2                             | 2003 |
| 18              | Atlantis - Il ritorno di Milo                            | Atlantis: Milo's Return                       | 2003 |
| 19              | Provaci ancora Stitch!                                   | Stitch! The Movie                             | 2003 |
| 20              | Il re leone 3 - Hakuna Matata                            | The Lion King 1½                              | 2004 |
| 21              | Mulan II                                                 | Mulan II                                      | 2004 |
| 22              | Tarzan 2                                                 | Tarzan II                                     | 2005 |
| 23              | Lilo & Stitch 2 - Che disastro Stitch!                   | Lilo & Stitch 2: Stitch Has a Glitch          | 2005 |
| 24              | Le follie di Kronk                                       | Kronk's New Groove                            | 2005 |
| 25              | Bambi 2 - Bambi e il Grande Principe della foresta       | Bambi II                                      | 2006 |
| 26              | Leroy & Stitch                                           | Leroy & Stitch                                | 2006 |
| 27              | Koda, fratello orso 2                                    | Brother Bear 2                                | 2006 |
| 28              | Red e Toby 2 - Nemiciamici                               | The Fox and the Hound 2                       | 2006 |
| 29              | Cenerentola - Il gioco del destino                       | Cinderella III: A Twist in Time               | 2007 |
| 30              | La sirenetta - Quando tutto ebbe inizio                  | The Little Mermaid: Ariel's Beginning         | 2007 |
| 31              | Winnie the Pooh - Nuove avventure nel Bosco dei 100 Acri | Winnie the Pooh                               | 2011 |
| 32              | Ralph spacca Internet                                    | Ralph Breaks the Internet                     | 2018 |
| 33              | Frozen II - Il segreto di Arendelle                      | Frozen II                                     | 2019 |
| 34              | Oceania 2                                                | Moana 2                                       | 2024 |
| Prossime uscite |                                                          |                                               |      |
| 35              | Zootropolis 2                                            | Zootopia 2                                    | 2025 |
| 36              | Frozen III                                               | Frozen III                                    | 2027 |
| 37              | Frozen IV                                                | Frozen IV                                     | TBA  |
| 38              | Encanto 2                                                | Encanto 2                                     | TBA  |

## Documentari
| n. | Titolo italiano       | Titolo originale      | Anno |
| -- | --------------------- | --------------------- | ---- |
| 1  | The Pixar Story       | The Pixar Story       | 2007 |
| 2  | The Beatles: Get Back | The Beatles: Get Back | 2021 |

## Altri lungometraggi

### Cinematografici d'animazione
Questa è la lista dei lungometraggi d'animazione prodotti o coprodotti da Walt Disney Pictures fuori da serie o categorie specifiche, e distribuiti nelle sale cinematografiche.
| n. | Titolo italiano                                      | Titolo originale                                  | Anno |
| -- | ---------------------------------------------------- | ------------------------------------------------- | ---- |
| 1  | Zio Paperone alla ricerca della lampada perduta      | Duck Tales - The Movie: Treasure of the Lost Lamp | 1990 |
| 2  | Nightmare Before Christmas                           | The Nightmare Before Christmas                    | 1993 |
| 3  | In viaggio con Pippo                                 | A Goofy Movie                                     | 1995 |
| 4  | James e la pesca gigante                             | James and the Giant Peach                         | 1996 |
| 5  | Doug - Il film                                       | Doug's 1st Movie                                  | 1999 |
| 6  | T come Tigro... e tutti gli amici di Winnie the Pooh | The Tigger Movie                                  | 2000 |
| 7  | Ricreazione - La scuola è finita                     | Recess: School's Out                              | 2001 |
| 8  | Ritorno all'Isola che non c'è                        | Return to Never Land                              | 2002 |
| 9  | Pimpi, piccolo grande eroe                           | Piglet's Big Movie                                | 2003 |
| 10 | Il libro della giungla 2                             | The Jungle Book 2                                 | 2003 |
| 11 | Teacher's Pet                                        | Teacher's Pet                                     | 2004 |
| 12 | Winnie the Pooh e gli Efelanti                       | Pooh's Heffalump Movie                            | 2005 |
| 13 | Bambi 2 - Bambi e il Grande Principe della foresta   | Bambi II                                          | 2006 |
| 14 | Uno zoo in fuga                                      | The Wild                                          | 2006 |
| 15 | A Christmas Carol                                    | A Christmas Carol                                 | 2009 |
| 16 | Gnomeo e Giulietta                                   | Gnomeo and Juliet                                 | 2011 |
| 17 | Milo su Marte                                        | Mars Needs Moms                                   | 2011 |
| 18 | Frankenweenie                                        | Frankenweenie                                     | 2012 |
| 19 | Planes                                               | Planes                                            | 2013 |
| 20 | Planes 2 - Missione antincendio                      | Planes: Fire & Rescue                             | 2014 |
| 21 | Strange Magic                                        | Strange Magic                                     | 2015 |

### Cinematografici live-action
Questa è la lista dei lungometraggi live-action, ovvero girati dal vivo prodotti o coprodotti da Walt Disney Pictures fuori da serie o categorie specifiche, e distribuiti nelle sale cinematografiche.
| n.  | Titolo italiano                                           | Titolo originale                                            | Anno |
| --- | --------------------------------------------------------- | ----------------------------------------------------------- | ---- |
| 1   | L'isola del tesoro                                        | Treasure Island                                             | 1950 |
| 2   | Robin Hood e i compagni della foresta                     | The Story of Robin Hood and His Merrie Men                  | 1952 |
| 3   | La spada e la rosa                                        | The Sword and the Rose                                      | 1953 |
| 4   | Rob Roy, il bandito di Scozia                             | Rob Roy, The Highland Rogue                                 | 1954 |
| 5   | Ventimila leghe sotto i mari                              | 20,000 Leagues Under the Sea                                | 1954 |
| 6   | Le avventure di Davy Crockett                             | Davy Crockett, King of the Wild Frontier                    | 1955 |
| 7   | Il piccolo fuorilegge                                     | The Littlest Outlaw                                         | 1955 |
| 8   | Le 22 spie dell'Unione                                    | The Great Locomotive Chase                                  | 1956 |
| 9   | Davy Crockett e i pirati                                  | Davy Crockett and the River Pirates                         | 1956 |
| 10  | Carovana verso il West                                    | Westward Ho, The Wagons!                                    | 1956 |
| 11  | I rivoltosi di Boston                                     | Johnny Tremain                                              | 1957 |
| 12  | Zanna Gialla                                              | Old Yeller                                                  | 1957 |
| 13  | Johnny, l'indiano bianco                                  | The Light in the Forest                                     | 1958 |
| 14  | L'ultima battaglia del generale Custer                    | Tonka                                                       | 1958 |
| 15  | La sfida di Zorro                                         | The Sign of Zorro                                           | 1958 |
| 16  | Geremia, cane e spia                                      | The Shaggy Dog                                              | 1959 |
| 17  | Darby O'Gill e il re dei folletti                         | Darby O'Gill and the Little People                          | 1959 |
| 18  | La sfida del terzo uomo                                   | Third Man on the Mountain                                   | 1959 |
| 19  | Toby Tyler                                                | Toby Tyler, or Ten Weeks With a Circus                      | 1960 |
| 20  | Il ragazzo rapito                                         | Kidnapped                                                   | 1960 |
| 21  | Il segreto di Pollyanna                                   | Pollyanna                                                   | 1960 |
| 22  | Dieci uomini coraggiosi                                   | Ten Who Dared                                               | 1960 |
| 23  | Robinson nell'isola dei corsari                           | Swiss Family Robinson                                       | 1960 |
| 24  | Un professore fra le nuvole                               | The Absent Minded Professor                                 | 1961 |
| 25  | Il cowboy con il velo da sposa                            | The Parent Trap                                             | 1961 |
| 26  | La trappola di ghiaccio                                   | Nikki, Wild Dog of the North                                | 1961 |
| 27  | Bobby il cucciolo di Edimburgo                            | Grey-friars Bobby                                           | 1961 |
| 28  | Babes in Toyland                                          | Babes in Toyland                                            | 1961 |
| 29  | Un tipo lunatico                                          | Moon Pilot                                                  | 1962 |
| 30  | Okay Parigi!                                              | Bon Voyage!                                                 | 1962 |
| 31  | Compagni d'avventura                                      | Big Red                                                     | 1962 |
| 32  | Angeli o quasi                                            | Almost Angels                                               | 1962 |
| 33  | La leggenda di Lobo                                       | The Legend of Lobo                                          | 1962 |
| 34  | I figli del capitano Grant                                | In Search of the Castaways                                  | 1962 |
| 35  | Professore a tuttogas                                     | Son of Flubber                                              | 1963 |
| 36  | L'ultimo treno da Vienna                                  | Miracle of the White Stallions                              | 1963 |
| 37  | Sam il selvaggio                                          | Savage Sam                                                  | 1963 |
| 38  | Tuffy e Toffy orsetti mattacchioni                        | Yellowstone Cubs                                            | 1963 |
| 39  | Magia d'estate                                            | Summer Magic                                                | 1963 |
| 40  | L'incredibile avventura                                   | The Incredible Journey                                      | 1963 |
| 41  | Le tre vite della gatta Tomasina                          | The Three Lives of Thomasina                                | 1963 |
| 42  | Le disavventure di Merlin Jones                           | The Misadventures of Merlin Jones                           | 1964 |
| 43  | Tigre in agguato                                          | A Tiger Walks                                               | 1964 |
| 44  | Giallo a Creta                                            | The Moon Spinners                                           | 1964 |
| 45  | Emil e i detectives                                       | Emil and the Detectives                                     | 1964 |
| 46  | I cacciatori del lago d'argento                           | Those Calloways                                             | 1965 |
| 47  | Lo zio dello scimpanzé                                    | The Monkey's Uncle                                          | 1965 |
| 48  | F.B.I. - Operazione gatto                                 | That Darn Cat!                                              | 1965 |
| 49  | 4 bassotti per 1 danese                                   | The Ugly Dachshund                                          | 1966 |
| 50  | Il comandante Robin Crusoe                                | Lt. Robin Crusoe, U.S.N.                                    | 1966 |
| 51  | Il principe di Donegal                                    | The Fighting Prince of Donegal                              | 1966 |
| 52  | I ragazzi di Camp Siddons                                 | Follow Me, Boys!                                            | 1966 |
| 53  | Scimmie, tornatevene a casa                               | Monkeys, Go Home!                                           | 1967 |
| 54  | Un maggiordomo nel Far West                               | The Adventures of Bullwhip Griffin                          | 1967 |
| 55  | La gnomo mobile                                           | The Gnome-Mobile                                            | 1967 |
| 56  | Giannino, il coguaro solitario                            | Charlie, the Lonesome Cougar                                | 1967 |
| 57  | Il più felice dei miliardari                              | The Happiest Millionaire                                    | 1967 |
| 58  | Il fantasma del pirata Barbanera                          | Blackbeard's Ghost                                          | 1968 |
| 59  | Pazza banda di famiglia                                   | The One and Only, Genuine, Original Family Band             | 1968 |
| 60  | L'incredibile furto di Mr. Girasole                       | Never a Dull Moment                                         | 1968 |
| 61  | Il cavallo in doppiopetto                                 | The Horse in the Gray Flannel Suit                          | 1968 |
| 62  | Smith, un cowboy per gli indiani                          | Smith!                                                      | 1969 |
| 63  | Un Maggiolino tutto matto                                 | The Love Bug                                                | 1969 |
| 64  | Rascal, l'orsetto lavatore                                | Rascal                                                      | 1969 |
| 65  | Bernardo, cane ladro e bugiardo                           | My Dog, the Thief                                           | 1969 |
| 66  | Il computer con le scarpe da tennis                       | The Computer Wore Tennis Shoes                              | 1969 |
| 67  | Il re dei Grizzlies                                       | King of the Grizzlies                                       | 1970 |
| 68  | Boatniks - I marinai della domenica                       | The Boatniks                                                | 1970 |
| 69  | Wyoming, terra selvaggia                                  | The Wild Country                                            | 1970 |
| 70  | La TV ha i suoi primati                                   | The Barefoot Executive                                      | 1971 |
| 71  | L'ultimo eroe del West                                    | Scandalous John                                             | 1971 |
| 72  | Un papero da un milione di dollari                        | $ 1,000,000 Duck                                            | 1971 |
| 73  | Perdipiù il segugio fannullone                            | The Biscuit Eater                                           | 1972 |
| 74  | Due ragazzi e un leone                                    | Napoleon and Samantha                                       | 1972 |
| 75  | Spruzza, sparisci e spara                                 | Now You See Him, Now You Don't                              | 1972 |
| 76  | Pistaaa... arriva il gatto delle nevi                     | Snowball Express                                            | 1972 |
| 77  | Nanù, il figlio della giungla                             | The World's Greatest Athlete                                | 1973 |
| 78  | Charley e l'angelo                                        | Charley and the Angel                                       | 1973 |
| 79  | Un piccolo indiano                                        | One Little Indian                                           | 1973 |
| 80  | Dai, papà... sei una forza!                               | Superdad                                                    | 1973 |
| 81  | Herbie il Maggiolino sempre più matto                     | Herbie Rides Again                                          | 1974 |
| 82  | Io e gli orsi                                             | The Bears and I                                             | 1974 |
| 83  | Un cowboy alle Hawaii                                     | The Castaway Cowboy                                         | 1974 |
| 84  | L'isola sul tetto del mondo                               | The Island at the Top of the World                          | 1974 |
| 85  | L'uomo più forte del mondo                                | The Strongest Man in the World                              | 1975 |
| 86  | Incredibile viaggio verso l'ignoto                        | Escape to Witch Mountain                                    | 1975 |
| 87  | La banda delle frittelle di mele                          | The Apple Dumpling Gang                                     | 1975 |
| 88  | Il mistero del dinosauro scomparso                        | One of Our Dinosaurs is Missing                             | 1975 |
| 89  | A cavallo di un pony selvaggio                            | Ride a Wild Pony                                            | 1975 |
| 90  | La gang della spider rossa                                | No Deposit, No Return                                       | 1976 |
| 91  | Uno strano campione di football                           | Gus                                                         | 1976 |
| 92  | Il tesoro di Matecumbe                                    | Treasure of Matecumbe                                       | 1976 |
| 93  | Quello strano cane... di papà                             | The Shaggy D.A.                                             | 1976 |
| 94  | Tutto accadde un venerdì                                  | Freaky Friday                                               | 1977 |
| 95  | Piccoli ladri di cavalli                                  | The Littlest Horse Thieves                                  | 1977 |
| 96  | Storia di due cuccioli                                    | A Tale of Two Critters                                      | 1977 |
| 97  | Herbie al rally di Montecarlo                             | Herbie Goes to Monte Carlo                                  | 1977 |
| 98  | Una ragazza, un maggiordomo e una lady                    | Candleshoe                                                  | 1977 |
| 99  | Ritorno dall'ignoto                                       | Return from the Witch Mountain                              | 1978 |
| 100 | Il gatto venuto dallo spazio                              | The Cat from Outer Space                                    | 1978 |
| 101 | Teste calde e tanta fifa                                  | Hot Lead and Cold Feet                                      | 1978 |
| 102 | Gli spostati di North Avenue                              | The North Avenue Irregulars                                 | 1979 |
| 103 | La banda delle frittelle di mele 2                        | The Apple Dumpling Gang Rides Again                         | 1979 |
| 104 | Un astronauta alla tavola rotonda                         | Unidentified Flyng Oddball                                  | 1979 |
| 105 | The Black Hole - Il buco nero                             | The Black Hole                                              | 1979 |
| 106 | Follia di mezzanotte                                      | Midnight Madness                                            | 1980 |
| 107 | Herbie sbarca in Messico                                  | Herbie Goes Bananas                                         | 1980 |
| 108 | L'ultimo viaggio dell'arca di Noè                         | The Last Flight of Noah's Ark                               | 1980 |
| 109 | Popeye - Braccio di Ferro                                 | Popeye                                                      | 1980 |
| 110 | Il diavolo e Max                                          | The Devlin and Max Devlin                                   | 1981 |
| 111 | Amy                                                       | Amy                                                         | 1981 |
| 112 | Condorman                                                 | Condorman                                                   | 1981 |
| 113 | Gli occhi del parco                                       | The Watcher in the Woods                                    | 1981 |
| 114 | Fuga nella notte                                          | Night Crossing                                              | 1982 |
| 115 | Tron                                                      | Tron                                                        | 1982 |
| 116 | Un ragazzo chiamato Tex                                   | Tex                                                         | 1982 |
| 117 | Giallo a Malta                                            | Trenchcoat                                                  | 1983 |
| 118 | Qualcosa di sinistro sta per accadere                     | Somethings Wicked This Way Comes                            | 1983 |
| 119 | Mai gridare al lupo                                       | Never Cry Wolf                                              | 1983 |
| 120 | Il viaggio di Natty Gann                                  | The Journey of Natty Gann                                   | 1985 |
| 121 | Un magico Natale                                          | One Magic Christmas                                         | 1985 |
| 122 | Nel fantastico mondo di Oz                                | Return to Oz                                                | 1985 |
| 123 | Navigator                                                 | Flight of the Navigator                                     | 1986 |
| 124 | 4 cuccioli da salvare                                     | Benji the Hunted                                            | 1987 |
| 125 | Indomabile                                                | Return to Snowy River                                       | 1988 |
| 126 | Tesoro, mi si sono ristretti i ragazzi                    | Honey, I Shrunk the Kids                                    | 1989 |
| 127 | Un ghepardo per amico                                     | Cheetah                                                     | 1989 |
| 128 | Zanna Bianca - Un piccolo grande lupo                     | White Fang                                                  | 1991 |
| 129 | Naufragio                                                 | Shipwrecked                                                 | 1991 |
| 130 | Le avventure di Rocketeer                                 | The Rocketeer                                               | 1991 |
| 131 | Tuffo nel buio                                            | Wild Hearts Can't Broken                                    | 1991 |
| 132 | Tesoro, mi si è allargato il ragazzino                    | Honey, I Blew Up the Kid                                    | 1992 |
| 133 | Gli strilloni                                             | Newsies                                                     | 1992 |
| 134 | Stoffa da campioni                                        | Champions                                                   | 1992 |
| 135 | Festa in casa Muppet                                      | Muppet Christmas Carol                                      | 1992 |
| 136 | In fuga a quattro zampe                                   | Homeward Bound: The Incredible Journey                      | 1993 |
| 137 | Le avventure di Huck Finn                                 | The Adventures of Huck Finn                                 | 1993 |
| 138 | Cool Runnings - Quattro sottozero                         | Cool Runnings                                               | 1993 |
| 139 | I tre moschettieri                                        | The Three Musketeers                                        | 1993 |
| 140 | Hocus Pocus - Tre streghe scatenate                       | Hocus Pocus                                                 | 1993 |
| 141 | Iron Will - Volontà di vincere                            | Iron Will                                                   | 1994 |
| 142 | Ho trovato un milione di dollari                          | Blank Check                                                 | 1994 |
| 143 | Piccoli grandi eroi                                       | D2: The Mighty Ducks                                        | 1994 |
| 144 | La leggenda di Zanna Bianca                               | White Fang 2: Myth of the White Wolf                        | 1994 |
| 145 | Angels                                                    | Angels in the Outfield                                      | 1994 |
| 146 | Il guerriero del falco                                    | Squanto: A Warrior's Tale                                   | 1994 |
| 147 | Santa Clause                                              | The Santa Clause                                            | 1994 |
| 148 | Quando gli elefanti volavano                              | Operation Dumbo Drop                                        | 1995 |
| 149 | Un ragazzo alla corte di Re Artù                          | A Kid in King Arthur's Court                                | 1995 |
| 150 | Una squadra di classe                                     | The Big Green                                               | 1995 |
| 151 | Le avventure di Tom Sawyer e Huck Finn                    | Tom and Huck                                                | 1995 |
| 152 | I Muppet nell'isola del tesoro                            | Muppet Treasure Island                                      | 1996 |
| 153 | Ducks - Una squadra a tutto ghiaccio                      | D3-The Mighty Duck                                          | 1996 |
| 154 | First Kid - Una peste alla Casa Bianca                    | First Kid                                                   | 1996 |
| 155 | Quattro zampe a San Francisco                             | Homeward Bound II: Lost in San Francisco                    | 1996 |
| 156 | Operazione Gatto                                          | That Darn Cat                                               | 1997 |
| 157 | Da giungla a giungla                                      | Jungle 2 Jungle                                             | 1997 |
| 158 | George re della giungla...?                               | George of the Jungle                                        | 1997 |
| 159 | Rocketman - Come ho conquistato Marte                     | Rocketman                                                   | 1997 |
| 160 | Oliver Twist                                              | Oliver Twist                                                | 1997 |
| 161 | Flubber - Un professore tra le nuvole                     | Flubber                                                     | 1997 |
| 162 | Mr. Magoo                                                 | Mr. Magoo                                                   | 1997 |
| 163 | Genitori in trappola                                      | The Parent Trap                                             | 1998 |
| 164 | A casa per Natale                                         | I'll Be Home for Christmas                                  | 1998 |
| 165 | Il grande Joe                                             | Mighty Joe Young                                            | 1998 |
| 166 | L'Ispettore Gadget                                        | Inspector Gadget                                            | 1999 |
| 167 | Martin il marziano                                        | My Favourite Martian                                        | 1999 |
| 168 | Una storia vera                                           | The Straight Story                                          | 1999 |
| 169 | Il sapore della vittoria - Uniti si vince                 | Remember the Titans                                         | 2000 |
| 170 | Bisbiglio, elefantino coraggioso                          | Whispers: An Elephant's Tale                                | 2000 |
| 171 | Faccia a faccia                                           | The Kid                                                     | 2000 |
| 172 | Pretty Princess                                           | The Princess's Diary                                        | 2001 |
| 173 | Snow Dogs - 8 cani sotto zero                             | Snow Dogs                                                   | 2002 |
| 174 | The Country Bears - I favolorsi                           | The Country Bears                                           | 2002 |
| 175 | Un sogno, una vittoria                                    | The Rookie                                                  | 2002 |
| 176 | Che fine ha fatto Santa Clause?                           | The Santa Clause 2                                          | 2002 |
| 177 | La maledizione della prima luna                           | Pirates of the Caribbean: The Curse of the Black Pearl      | 2003 |
| 178 | Quel pazzo venerdì                                        | Freaky Friday                                               | 2003 |
| 179 | Holes - Buchi nel deserto                                 | Holes                                                       | 2003 |
| 180 | La casa dei fantasmi                                      | The Haunted Mansion                                         | 2003 |
| 181 | Inspector Gadget 2                                        | Inspector Gadget 2                                          | 2003 |
| 182 | Tuck Everlasting - Vivere per sempre                      | Tuck Everlasting                                            | 2003 |
| 183 | Young Black Stallion                                      | The Young Black Stallion                                    | 2003 |
| 184 | Principe azzurro cercasi                                  | The Princess Diaries 2: Royal Engagement                    | 2004 |
| 185 | Il mistero dei Templari - National Treasure               | National Treasure                                           | 2004 |
| 186 | Miracle                                                   | Miracle                                                     | 2004 |
| 187 | Il giro del mondo in 80 giorni                            | Around the World in 80 Days                                 | 2004 |
| 188 | Missione tata                                             | The Pacifier                                                | 2005 |
| 189 | Ice Princess - Un sogno sul ghiaccio                      | Ice Princess                                                | 2005 |
| 190 | Herbie - Il super Maggiolino                              | Herbie: Fully Loaded                                        | 2005 |
| 191 | Sky High - Scuola di superpoteri                          | Sky High                                                    | 2005 |
| 192 | Il più bel gioco della mia vita                           | The Greatest Game Ever Played                               | 2005 |
| 193 | Le cronache di Narnia - Il leone, la strega e l'armadio   | The Chronicles of Narnia: the Lion, the Witch, the Wardrobe | 2005 |
| 194 | Glory Road - Vincere cambia tutto                         | Glory Road                                                  | 2006 |
| 195 | 8 amici da salvare                                        | 8 Below                                                     | 2006 |
| 196 | Shaggy Dog - Papà che abbaia... non morde                 | The Shaggy Dog                                              | 2006 |
| 197 | Pirati dei Caraibi - La maledizione del forziere fantasma | Pirates of the Caribbean: Dead Man's Chest                  | 2006 |
| 198 | Santa Clause è nei guai                                   | The Santa Clause 3: The Escape Clause                       | 2006 |
| 199 | Invisible                                                 | The Invisible                                               | 2007 |
| 200 | Pirati dei Caraibi - Ai confini del mondo                 | Pirates of the Caribbean: At World's End                    | 2007 |
| 201 | Il mistero delle pagine perdute - National Treasure       | National Treasure: Book of Secrets                          | 2007 |
| 202 | Iron Man                                                  | Iron Man                                                    | 2008 |
| 203 | Le cronache di Narnia - Il principe Caspian               | The Chronicles of Narnia: Prince Caspian                    | 2008 |
| 204 | High School Musical 3: Senior Year                        | High School Musical 3: Senior Year                          | 2008 |
| 205 | Beverly Hills Chihuahua                                   | Beverly Hills Chihuahua                                     | 2008 |
| 206 | G-Force - Superspie in missione                           | G-Force                                                     | 2009 |
| 207 | Iron Man 2                                                | Iron Man 2                                                  | 2010 |
| 208 | L'apprendista stregone                                    | The Sorcerer's Apprentice                                   | 2010 |
| 209 | Tron: Legacy                                              | Tron: Legacy                                                | 2010 |
| 210 | Un anno da ricordare                                      | Secretariat                                                 | 2010 |
| 211 | Prom - Ballo di fine anno                                 | Prom                                                        | 2011 |
| 212 | Thor                                                      | Thor                                                        | 2011 |
| 213 | Pirati dei Caraibi - Oltre i confini del mare             | Pirates of the Caribbean: On Stranger Tides                 | 2011 |
| 214 | Captain America - Il primo Vendicatore                    | Captain America - The First Avenger                         | 2011 |
| 215 | Beverly Hills Chihuahua 2                                 | Beverly Hills Chihuahua 2                                   | 2011 |
| 216 | I Muppet                                                  | The Muppets                                                 | 2011 |
| 217 | The Avengers                                              | The Avengers                                                | 2012 |
| 218 | John Carter                                               | John Carter                                                 | 2012 |
| 219 | Beverly Hills Chihuahua 3: Viva La Fiesta!                | Beverly Hills Chihuahua 3: Viva La Fiesta!                  | 2012 |
| 220 | Il grande e potente Oz                                    | Oz: The Great and Powerful                                  | 2013 |
| 221 | Iron Man 3                                                | Iron Man 3                                                  | 2013 |
| 222 | The Lone Ranger                                           | The Lone Ranger                                             | 2013 |
| 223 | Thor: The Dark World                                      | Thor: The Dark World                                        | 2013 |
| 224 | Saving Mr. Banks                                          | Saving Mr. Banks                                            | 2013 |
| 225 | Muppets 2 - Ricercati                                     | Muppets Most Wanted                                         | 2014 |
| 226 | Captain America: The Winter Soldier                       | Captain America: The Winter Soldier                         | 2014 |
| 227 | Guardiani della Galassia                                  | Guardians of the Galaxy                                     | 2014 |
| 228 | Into the Woods                                            | Into the Woods                                              | 2014 |
| 229 | Avengers: Age of Ultron                                   | Avengers: Age of Ultron                                     | 2015 |
| 230 | Tomorrowland - Il mondo di domani                         | Tomorrowland                                                | 2015 |
| 231 | Ant-Man                                                   | Ant-Man                                                     | 2015 |
| 232 | Star Wars - Il risveglio della Forza                      | Star Wars: The Force Awakens                                | 2015 |
| 233 | L'ultima tempesta                                         | The Finest Hours                                            | 2016 |
| 234 | Captain America: Civil War                                | Captain America: Civil War                                  | 2016 |
| 235 | Il GGG - Il grande gigante gentile                        | The BFG                                                     | 2016 |
| 236 | Il drago invisibile                                       | Pete's Dragon                                               | 2016 |
| 237 | Doctor Strange                                            | Doctor Strange                                              | 2016 |
| 238 | Rogue One: A Star Wars Story                              | Rogue One                                                   | 2016 |
| 239 | Guardiani della Galassia Vol. 2                           | Guardians of the Galaxy Vol. 2                              | 2017 |
| 240 | Pirati dei Caraibi - La vendetta di Salazar               | Pirates of the Caribbean: Dead Men Tell No Tales            | 2017 |
| 241 | Spider-Man: Homecoming                                    | Spider-Man: Homecoming                                      | 2017 |
| 242 | Thor: Ragnarok                                            | Thor: Ragnarok                                              | 2017 |
| 243 | Star Wars - Gli ultimi Jedi                               | Star Wars: The Last Jedi                                    | 2017 |
| 244 | Black Panther                                             | Black Panther                                               | 2018 |
| 245 | Nelle pieghe del tempo                                    | A Wrinkle in Time                                           | 2018 |
| 246 | Avengers: Infinity War                                    | Avengers: Infinity War                                      | 2018 |
| 247 | Solo: A Star Wars Story                                   | Solo                                                        | 2018 |
| 248 | Ant-Man and the Wasp                                      | Ant-Man and the Wasp                                        | 2018 |
| 249 | Lo schiaccianoci e i quattro regni                        | The Nutcracker and the Four Realms                          | 2018 |
| 250 | Captain Marvel                                            | Captain Marvel                                              | 2019 |
| 251 | Avengers: Endgame                                         | Avengers: Endgame                                           | 2019 |
| 252 | X-Men - Dark Phoenix                                      | Dark Phoenix                                                | 2019 |
| 253 | Spider-Man: Far from Home                                 | Spider-Man: Far from Home                                   | 2019 |
| 254 | Attraverso i miei occhi                                   | The Art of Racing in the Rain                               | 2019 |
| 255 | Terminator - Destino oscuro                               | Terminator: Dark Fate                                       | 2019 |
| 256 | Star Wars: L'ascesa di Skywalker                          | Star Wars: The Rise of Skywalker                            | 2019 |
| 257 | Artemis Fowl                                              | Artemis Fowl                                                | 2020 |
| 258 | Black Widow                                               | Black Widow                                                 | 2021 |
| 259 | Jungle Cruise                                             | Jungle Cruise                                               | 2021 |
| 260 | Shang-Chi e la leggenda dei Dieci Anelli                  | Shang -Chi and the legend of the Ten Rings                  | 2021 |
| 261 | Eternals                                                  | Eternals                                                    | 2021 |
| 262 | Spider-Man: No Way Home                                   | Spider-Man: No Way Home                                     | 2021 |
| 263 | The King's Man - Le origini                               | The King's Man                                              | 2021 |
| 264 | Assassinio sul Nilo                                       | Death on the Nile                                           | 2022 |
| 265 | Doctor Strange nel Multiverso della Follia                | Doctor Strange in the Multiverse of Madness                 | 2022 |
| 266 | Thor: Love and Thunder                                    | Thor: Love and Thunder                                      | 2022 |
| 267 | Amsterdam                                                 | Amsterdam                                                   | 2022 |
| 268 | Black Panther: Wakanda Forever                            | Black Panther: Wakanda Forever                              | 2022 |
| 269 | The Menu                                                  | The Menu                                                    | 2022 |
| 270 | Empire of Light                                           | Empire of Light                                             | 2022 |
| 271 | Avatar - La via dell'acqua                                | Avatar: The Way of Water                                    | 2022 |
| 272 | Ant-Man and the Wasp: Quantumania                         | Ant-Man and the Wasp: Quantumania                           | 2023 |
| 273 | Guardiani della Galassia Vol. 3                           | Guardians of the Galaxy Vol. 3                              | 2023 |
| 274 | The Boogeyman                                             | The Boogeyman                                               | 2023 |
| 275 | Indiana Jones: e il quadrante del destino                 | Indiana Jones and the Dial of Destiny                       | 2023 |
| 276 | La casa dei fantasmi                                      | Haunted Mansion                                             | 2023 |
| 277 | Assassinio a Venezia                                      | A Haunting in Venice                                        | 2023 |
| 278 | The Creator                                               | The Creator                                                 | 2023 |
| 279 | The Marvels                                               | The Marvels                                                 | 2023 |
| 280 | Il regno del pianeta delle scimmie                        | Kingdom of the Planet of the Apes                           | 2024 |
| 281 | Deadpool & Wolverine                                      | Deadpool & Wolverine                                        | 2024 |
| 282 | Captain America: Brave New World                          | Captain America: Brave New World                            | 2025 |
| 283 | Thunderbolts*                                             | Thunderbolts*                                               | 2025 |
| 284 | I Fantastici Quattro - Gli inizi                          | The Fantastic Four - First Steps                            | 2025 |
| 285 | Quel pazzo venerdì, sempre più pazzo                      | Freakier Friday                                             | 2025 |
| 286 | Tron: Ares                                                | Tron: Ares                                                  | 2025 |

### Remake live-action dei film d'animazione
| n. | Titolo italiano                                  | Titolo originale                  | Anno |
| -- | ------------------------------------------------ | --------------------------------- | ---- |
| 1  | Mowgli - Il libro della giungla                  | Rudyard Kipling's The Jungle Book | 1994 |
| 2  | La carica dei 101 - Questa volta la magia è vera | 101 Dalmatians                    | 1996 |
| 3  | La carica dei 102 - Un nuovo colpo di coda       | 102 Dalmatians                    | 2000 |
| 4  | Alice in Wonderland                              | Alice in Wonderland               | 2010 |
| 5  | L'apprendista stregone                           | The Sorcerer's Apprentice         | 2010 |
| 6  | Maleficent - Il segreto della bella addormentata | Maleficent                        | 2014 |
| 7  | Cenerentola                                      | Cinderella                        | 2015 |
| 8  | Il libro della giungla                           | The Jungle Book                   | 2016 |
| 9  | Alice attraverso lo specchio                     | Alice Through the Looking Glass   | 2016 |
| 10 | La bella e la bestia                             | Beauty and the Beast              | 2017 |
| 11 | Ritorno al Bosco dei 100 Acri                    | Christopher Robin                 | 2018 |
| 12 | Dumbo                                            | Dumbo                             | 2019 |
| 13 | Aladdin                                          | Aladdin                           | 2019 |
| 14 | Il re leone                                      | The Lion King                     | 2019 |
| 15 | Maleficent - Signora del male                    | Maleficent: Mistress of Evil      | 2019 |
| 16 | Lilli e il vagabondo                             | Lady and the Tramp                | 2019 |
| 17 | Mulan                                            | Mulan                             | 2020 |
| 18 | Crudelia                                         | Cruella                           | 2021 |
| 19 | Pinocchio                                        | Pinocchio                         | 2022 |
| 20 | Peter Pan & Wendy                                | Peter Pan & Wendy                 | 2023 |
| 21 | La sirenetta                                     | The Little Mermaid                | 2023 |
| 22 | Mufasa - Il re leone                             | Mufasa: The Lion King             | 2024 |
| 23 | Biancaneve                                       | Snow White                        | 2025 |
| 24 | Lilo & Stitch                                    | Lilo & Stitch                     | 2025 |
| 25 | Oceania                                          | Moana                             |      |

### Direct-to-video
Questa è la lista dei lungometraggi d'animazione, prodotti da Walt Disney Pictures, o da suoi studios interni, o da filiali estere, e realizzati per la distribuzione direttamente nei mercati dell'home video e per le trasmissioni televisive.
Molti di questi film sono sequel dei lungometraggi d'animazione di Walt Disney Animation Studios; altri hanno come protagonisti personaggi della Banda Disney; altri ancora sono tratti o sono episodi pilota di serie televisive Disney.
| n. | Titolo italiano                                          | Titolo originale                                            | Anno |
| -- | -------------------------------------------------------- | ----------------------------------------------------------- | ---- |
| 1  | I Fluppys                                                | Fluppy Dogs                                                 | 1986 |
| 2  | Il ritorno di Jafar                                      | The Return of Jafar                                         | 1994 |
| 3  | Aladdin e il re dei ladri                                | Aladdin and the King of Thieves                             | 1996 |
| 4  | Winnie the Pooh alla ricerca di Christopher Robin        | Winnie the Pooh's Most Grand Adventure                      | 1997 |
| 5  | La bella e la bestia - Un magico Natale                  | Beauty and the Beast - The Enchanted Christmas              | 1997 |
| 6  | Il piccolo tostapane va su Marte                         | The Brave Little Toaster Goes to Mars                       | 1997 |
| 7  | Il re leone II - Il regno di Simba                       | The Lion King II: Simba's Pride                             | 1998 |
| 8  | Pocahontas II - Viaggio nel nuovo mondo                  | Pocahontas II: Journey to a New World                       | 1998 |
| 9  | Il mondo incantato di Belle                              | Belle's Magical World                                       | 1998 |
| 10 | Il piccolo tostapane va a scuola                         | The Brave Little Toaster to the Rescue                      | 1998 |
| 11 | Winnie the Pooh: Tempo di regali                         | Disney's Winnie the Pooh: Seasons of Giving                 | 1999 |
| 12 | Topolino e la magia del Natale                           | Mickey's Once Upon a Christmas                              | 1999 |
| 13 | Estremamente Pippo                                       | An Extremely Goofy Movie                                    | 2000 |
| 14 | La sirenetta II - Ritorno agli abissi                    | The Little Mermaid II: Return To Sea                        | 2000 |
| 15 | Lilli e il vagabondo II - Il cucciolo ribelle            | Lady and the Tramp II: Scamp's Adventure                    | 2001 |
| 16 | Buzz Lightyear da Comando Stellare - Si parte!           | Buzz Lightyear of Star Command: The Adventure Begins        | 2000 |
| 17 | Il bianco Natale di Topolino - È festa in casa Disney    | Mickey's Magical Christmas: Snowed in at the House of Mouse | 2001 |
| 18 | Ricreazione: Natale sulla terza strada                   | Recess Christmas: Miracle on Third Street                   | 2001 |
| 19 | Cenerentola II - Quando i sogni diventano realtà         | Cinderella II: Dreams Come True                             | 2002 |
| 20 | Tarzan & Jane                                            | Tarzan & Jane                                               | 2002 |
| 21 | Topolino & i cattivi Disney                              | Mickey's House of Villains                                  | 2002 |
| 22 | Il gobbo di Notre Dame II                                | The Hunchback of Notre Dame II                              | 2002 |
| 23 | Buon anno con Winnie the Pooh                            | Winnie the Pooh: A Very Merry Pooh Year                     | 2002 |
| 24 | La carica dei 101 II - Macchia, un eroe a Londra         | 101 Dalmatians II: Patch's London Adventure                 | 2003 |
| 25 | Atlantis - Il ritorno di Milo                            | Atlantis: Milo's Return                                     | 2003 |
| 26 | Provaci ancora Stitch!                                   | Stitch! The Movie                                           | 2003 |
| 27 | Ricreazione: Un nuovo inizio                             | Recess: Taking the Fifth Grade                              | 2003 |
| 28 | Ricreazione: Stiamo crescendo                            | Recess: All Growed Down                                     | 2003 |
| 29 | Il re leone 3 - Hakuna Matata                            | The Lion King ½                                             | 2004 |
| 30 | Winnie the Pooh: Ro e la magia della primavera           | Winnie the Pooh: Springtime with Roo                        | 2004 |
| 31 | Topolino, Paperino, Pippo: I tre moschettieri            | Mickey, Donald & Goofy: The Three Musketeers                | 2004 |
| 32 | Mulan II                                                 | Mulan II                                                    | 2004 |
| 33 | Topolino strepitoso Natale!                              | Mickey's Twice Upon a Christmas                             | 2004 |
| 34 | Tarzan 2                                                 | Tarzan II                                                   | 2005 |
| 35 | Lilo & Stitch 2 - Che disastro Stitch!                   | Lilo & Stitch II: Stitch Has a Glitch                       | 2005 |
| 36 | Il primo Halloween da Efelante                           | Pooh's Heffalump Halloween Movie                            | 2005 |
| 37 | C'era una volta Halloween                                | Once Upon a Halloween                                       | 2005 |
| 38 | Le follie di Kronk                                       | Kronk's New Groove                                          | 2005 |
| 39 | Leroy & Stitch                                           | Leroy & Stitch                                              | 2006 |
| 40 | Koda, fratello orso 2                                    | Brother Bear 2                                              | 2006 |
| 41 | Red e Toby 2 - Nemiciamici                               | The Fox and the Hound 2                                     | 2006 |
| 42 | Cenerentola - Il gioco del destino                       | Cinderella III: A Twist in Time                             | 2007 |
| 43 | Disney Princess: Le magiche fiabe - Insegui i tuoi sogni | Disney Princess Enchanted Tales: Follow Your Dreams         | 2007 |
| 44 | La sirenetta - Quando tutto ebbe inizio                  | The Little Mermaid: Ariel's Beginning                       | 2008 |
| 45 | Trilli                                                   | Tinker Bell                                                 | 2008 |
| 46 | Trilli e il tesoro perduto                               | Tinker Bell and the Lost Treasure                           | 2009 |
| 47 | Trilli e il grande salvataggio                           | Tinker Bell and the Great Fairy Rescue                      | 2010 |
| 48 | Trilli e il segreto delle ali                            | Secret of the Wings                                         | 2012 |
| 49 | Sofia: C'era una volta una principessa                   | Sofia the First: Once Upon a Princess                       | 2012 |
| 50 | Trilli e la nave pirata                                  | The Pirate Fairy                                            | 2014 |
| 51 | Trilli e la creatura leggendaria                         | Tinker Bell and the Legend of Neverbeast                    | 2015 |

### Film in tecnica mista
Questa è la lista dei lungometraggi in live action prodotti da Walt Disney Pictures contenenti scene e personaggi animati, ovvero i cosiddetti film a tecnica mista. Questa lista non include film animati ma con qualche elemento in live action (come Fantasia, Saludos Amigos, I tre caballeros, Bongo e i tre avventurieri, Lo scrigno delle sette perle, Le avventure di Ichabod e Mr. Toad e Fantasia 2000).
| n. | Titolo italiano                               | Titolo originale                | Anno |
| -- | --------------------------------------------- | ------------------------------- | ---- |
| 1  | Il drago riluttante                           | The Reluctant Dragon            | 1941 |
| 2  | Victory Through Air Power                     | Victory Through Air Power       | 1943 |
| 3  | I racconti dello zio Tom                      | Song of the South               | 1946 |
| 4  | Tanto caro al mio cuore                       | So Dear to My Heart             | 1948 |
| 5  | Mary Poppins                                  | Mary Poppins                    | 1964 |
| 6  | Pomi d'ottone e manici di scopa               | Bedknobs and Broomsticks        | 1971 |
| 7  | Elliott, il drago invisibile                  | Pete's Dragon                   | 1977 |
| 8  | Gli occhi del parco                           | The Watcher in the Woods        | 1980 |
| 9  | Qualcosa di sinistro sta per accadere         | Something Wicked This Way Comes | 1983 |
| 10 | Chi ha incastrato Roger Rabbit                | Who Framed Roger Rabbit         | 1988 |
| 11 | Come d'incanto                                | Enchanted                       | 2007 |
| 12 | Ritorno al Bosco dei 100 Acri                 | Christopher Robin               | 2018 |
| 13 | Il ritorno di Mary Poppins                    | Mary Poppins Returns            | 2018 |
| 14 | L'unico e insuperabile Ivan                   | The One and Only Ivan           | 2020 |
| 15 | Pinocchio                                     | Pinocchio                       | 2022 |
| 16 | Come d'incanto e vissero infelici e scontenti | Disenchanted                    | 2022 |
| 17 | Biancaneve                                    | Snow White                      | 2025 |
| 18 | Lilo e Stitch                                 | Lilo e Stitch                   | 2025 |

### Film per la televisione
| n.  | Titolo italiano                                    | Titolo originale                                     | Anno |
| --- | -------------------------------------------------- | ---------------------------------------------------- | ---- |
| 1   | Una mummia per amico                               | Under Wraps                                          | 1997 |
| 2   | Una fortuna da cani                                | You Lucky Dog                                        | 1998 |
| 3   | Brink! Sfida su rotelle                            | Brink!                                               | 1998 |
| 4   | Halloweentown - Streghe si nasce                   | Halloweentown                                        | 1998 |
| 5   | Zenon - Ragazza stellare                           | Zenon: Girl of the 21st Century                      | 1999 |
| 6   | Mamma, io vengo da un altro pianeta?               | Can of Worms                                         | 1999 |
| 7   | Il bambino venuto dal mare                         | The Thirteenth Year                                  | 1999 |
| 8   | Pat, la mamma virtuale                             | Smart House                                          | 1999 |
| 9   | Johnny Tsunami - Un surfista sulla neve            | Johnny Tsunami                                       | 1999 |
| 10  | Genio incompreso... ma non troppo                  | Genius                                               | 1999 |
| 11  | Non guardare sotto il letto                        | Don't Look Under the Bed                             | 1999 |
| 12  | Una vacanza di tutto... lavoro                     | Horse Sense                                          | 1999 |
| 13  | Papà, non so volare!                               | Up, Up, and Away                                     | 2000 |
| 14  | Il colore dell'amicizia                            | The Color of Friendship                              | 2000 |
| 15  | La squadra di bowling Alley Cats                   | Alley Cats Strike                                    | 2000 |
| 16  | Un tuffo nel passato                               | Rip Girls                                            | 2000 |
| 17  | Un trofeo per Justin                               | Miracle in Lane 2                                    | 2000 |
| 18  | Alieni in famiglia                                 | Stepsister from Planet Weird                         | 2000 |
| 19  | Un cavallo un po' matto                            | Ready to Run                                         | 2000 |
| 20  | Una culla per cinque                               | Quints                                               | 2000 |
| 21  | Vi presento l'altro me                             | The Other Me                                         | 2000 |
| 22  | Invito a cena con vampiro                          | Mom's Got a Date with a Vampire                      | 2000 |
| 23  | Il fantasma del Megaplex                           | Phantom of the Megaplex                              | 2000 |
| 24  | Il più bel regalo di Natale                        | The Ultimate Christmas Present                       | 2000 |
| 25  | Zenon - La nuova avventura                         | Zenon, The Zequel                                    | 2001 |
| 26  | Una bionda su due ruote                            | Motocrossed                                          | 2001 |
| 27  | Folletti si nasce                                  | The Luck of the Irish                                | 2001 |
| 28  | Attenti al volpino                                 | Hounded                                              | 2001 |
| 29  | Jett Jackson: The Movie                            | Jett Jackson: The Movie                              | 2001 |
| 30  | Uno scimpanzé di... famiglia                       | The Jennie Project                                   | 2001 |
| 31  | In vacanza con i pirati                            | Jumping Ship                                         | 2001 |
| 32  | Quando Einstein ci mette lo zampino                | The Poof Point                                       | 2001 |
| 33  | Halloweentown II - La vendetta di Kalabar          | Halloweentown II: Kalabar's Revenge                  | 2001 |
| 34  | Natale2.com                                        | 'Twas the Night                                      | 2001 |
| 35  | Due gemelle e un pallone                           | Double Teamed                                        | 2002 |
| 36  | Cadet Kelly - Una ribelle in uniforme              | Cadet Kelly                                          | 2002 |
| 37  | A proposito di Eddie                               | Tru Confessions                                      | 2002 |
| 38  | Lexi e il professore scomparso                     | Get a Clue                                           | 2002 |
| 39  | Diamoci una mossa!                                 | Gotta Kick It Up!                                    | 2002 |
| 40  | Vicky e i delfini                                  | A Ring of Endless Light                              | 2002 |
| 41  | Attenzione: fantasmi in transito                   | The Scream Team                                      | 2002 |
| 42  | You Wish! - Attenzione ai desideri                 | You Wish!                                            | 2003 |
| 43  | Dragster Girls                                     | Right on Track                                       | 2003 |
| 44  | Una famiglia allo sbaraglio                        | The Even Stevens Movie                               | 2003 |
| 45  | Eddie e la gara di cucina                          | Eddie's Million Dollar Cook-Off                      | 2003 |
| 46  | Una canzone per le Cheetah Girls                   | The Cheetah Girls                                    | 2003 |
| 47  | Miracolo a tutto campo                             | Full-Court Miracle                                   | 2003 |
| 48  | Pixel Perfect - Star ad alta definizione           | Pixel Perfect                                        | 2004 |
| 49  | La sfida di Jace                                   | Going to the Mat                                     | 2004 |
| 50  | Zenon: Z3                                          | Zenon: Z3                                            | 2004 |
| 51  | Una star in periferia                              | Stuck in the Suburbs                                 | 2004 |
| 52  | Tiger Cruise - Missione crociera                   | Tiger Cruise                                         | 2004 |
| 53  | Halloweentown High - Libri e magia                 | Halloweentown High                                   | 2004 |
| 54  | A me gli occhi...                                  | Now You See It...                                    | 2005 |
| 55  | Buffalo Dreams                                     | Buffalo Dreams                                       | 2005 |
| 56  | Kim Possible - La sfida finale                     | Kim Possible: So the Drama                           | 2005 |
| 57  | Go Figure - Grinta sui pattini                     | Go Figure                                            | 2005 |
| 58  | Tyco il terribile                                  | Life Is Ruff                                         | 2005 |
| 59  | La famiglia Proud - Il film                        | The Proud Family Movie                               | 2005 |
| 60  | Twitches - Gemelle streghelle                      | Twitches                                             | 2005 |
| 61  | High School Musical                                | High School Musical                                  | 2006 |
| 62  | Grosso guaio a River City                          | Cow Belles                                           | 2006 |
| 63  | Wendy Wu: Guerriera alle prime armi                | Wendy Wu: Homecoming Warrior                         | 2006 |
| 64  | Scrittrice per caso                                | Read It and Weep                                     | 2006 |
| 65  | Cheetah Girls 2                                    | The Cheetah Girls 2                                  | 2006 |
| 66  | Ritorno ad Halloweentown                           | Return to Halloweentown                              | 2006 |
| 67  | Jump In!                                           | Jump In!                                             | 2007 |
| 68  | Johnny Kapahala - Cavalcando l'onda                | Johnny Kapahala: Back on Board                       | 2007 |
| 69  | High School Musical 2                              | High School Musical 2                                | 2007 |
| 70  | Twitches - Gemelle streghelle 2                    | Twitches Too!                                        | 2007 |
| 71  | Gli esploratori del tempo                          | Minutemen                                            | 2008 |
| 72  | Camp Rock                                          | Camp Rock                                            | 2008 |
| 73  | The Cheetah Girls: One World                       | The Cheetah Girls: One World                         | 2008 |
| 74  | Un papà da salvare                                 | Dadnapped                                            | 2009 |
| 75  | Pete il galletto                                   | Hatching Pete                                        | 2009 |
| 76  | Programma protezione principesse                   | Princess Protection Program                          | 2009 |
| 77  | I maghi di Waverly: The Movie                      | Wizards of Waverly Place: The Movie                  | 2009 |
| 78  | Skyrunners                                         | Skyrunners                                           | 2009 |
| 79  | StarStruck - Colpita da una stella                 | StarStruck                                           | 2010 |
| 80  | Fratello scout                                     | Den Brother                                          | 2010 |
| 81  | Camp Rock 2: The Final Jam                         | Camp Rock 2: The Final Jam                           | 2010 |
| 82  | Avalon High                                        | Avalon High                                          | 2010 |
| 83  | Zack & Cody - Il film                              | The Suite Life Movie                                 | 2011 |
| 84  | Lemonade Mouth                                     | Lemonade Mouth                                       | 2011 |
| 85  | La favolosa avventura di Sharpay                   | Sharpay's Fabulous Adventure                         | 2011 |
| 86  | Phineas e Ferb: Il film - Nella seconda dimensione | Phineas and Ferb the Movie: Across the 2nd Dimension | 2011 |
| 87  | Regista di classe                                  | Geek Charming                                        | 2011 |
| 88  | Buona fortuna Charlie - Road Trip Movie            | Good Luck Charlie, It's Christmas!                   | 2011 |
| 89  | Nemici per la pelle                                | Frenemies                                            | 2012 |
| 90  | Radio Rebel                                        | Radio Rebel                                          | 2012 |
| 91  | Let It Shine                                       | Let It Shine                                         | 2012 |
| 92  | Girl vs. Monster                                   | Girl vs. Monster                                     | 2012 |
| 93  | Teen Beach Movie                                   | Teen Beach Movie                                     | 2013 |
| 94  | Cloud 9                                            | Cloud 9                                              | 2014 |
| 95  | Zapped - La nuova vita di Zoey                     | Zapped                                               | 2014 |
| 96  | Come creare il ragazzo perfetto                    | How to Build a Better Boy                            | 2014 |
| 97  | Capelli ribelli                                    | Bad Hair Day                                         | 2015 |
| 98  | Teen Beach 2                                       | Teen Beach 2                                         | 2015 |
| 99  | Descendants                                        | Descendants                                          | 2015 |
| 100 | Mia sorella è invisibile!                          | Invisible Sister                                     | 2015 |
| 101 | Adventures in Babysitting                          | Adventures in Babysitting                            | 2016 |
| 102 | The Swap                                           | The Swap                                             | 2016 |
| 103 | Descendants 2                                      | Descendants 2                                        | 2017 |
| 104 | Zombies                                            | Zombies                                              | 2018 |
| 105 | Freaky Friday                                      | Freaky Friday                                        | 2018 |
| 106 | Kim Possible                                       | Kim Possible                                         | 2019 |
| 107 | Descendants 3                                      | Descendants 3                                        | 2019 |
| 108 | Zombies 2                                          | Zombies 2                                            | 2020 |
| 109 | Upside-Down Magic - Magia Imperfetta               | Upside-Down Magic                                    | 2020 |
| 110 | Zombies 3                                          |                                                      | 2022 |
| 111 | Descendants: L'ascesa di Red                       | Descendants: The Rise of Red                         | 2024 |
| 112 | Zombies 4: L'alba dei vampiri                      | Zombies 4: Dawn of the Vampires                      | 2025 |